# Devora la vida
Devora la vida (títol original: Croque la vie) és una pel·lícula francesa dirigida per Jean-Charles Tacchella, estrenada l'any 1981. Ha estat doblada al català.

## Argument
En 1973, a la seva sortida de l'Escola de les arts aplicades, Thérèse, Catherine i Alain, tres amics de 26 anys, creen una petita empresa artesanal. Però el treball és escàs i el futur s'anuncia difícil. El trio es desfà llavors, i cadascú segueix un camí diferent. Es troben alguns anys més tard.

## Repartiment
| - Carole Laure: Thérèse - Brigitte Fossey: Catherine - Bernard Giraudeau: Alain - Alain Doutey: Jérôme - Jacques Serres: Bernard - Alix de Konopka: Anne-Marie - Jean-Marc Thibault: Lamblin - Jean-Philippe Ancelle: Frank - Jacques Bouanich: Jean-Luc - Georges Caudron: Hubert - Catherine Laborde: Lola - Olivier Lebeau: Manuel - Gérard Lemaire: Patrick - Patricia Nivet: Chantal | - Arielle Séménoff: Mme Manuel - Catherine Verlor: Neige - Micheline Bourday: Una clienta de la llibreria - Kamel Cherif: Un client de la llibreria - Jean-Pierre Ducos: El convidat andalús - Marie-Paule Jourdan: La dona de Jean-Luc - Hervé Le Boterf: El taxista - Antoine Mikola: Horace - Joseph Quèré: el repartidor - Sébastien Perret: Junior N°1 - Cyril Aubin: Junior N°2 - Amandine Rajau: Pomme N°2 - Laurent Mozziconacci: Mathieu N°2 - Johann Rougeul: Armand N°2 |